# 7 de agosto
7 de agosto é o 219.º dia do ano no calendário gregoriano (220.º em anos bissextos). Faltam 146 dias para acabar o ano.

## Eventos históricos

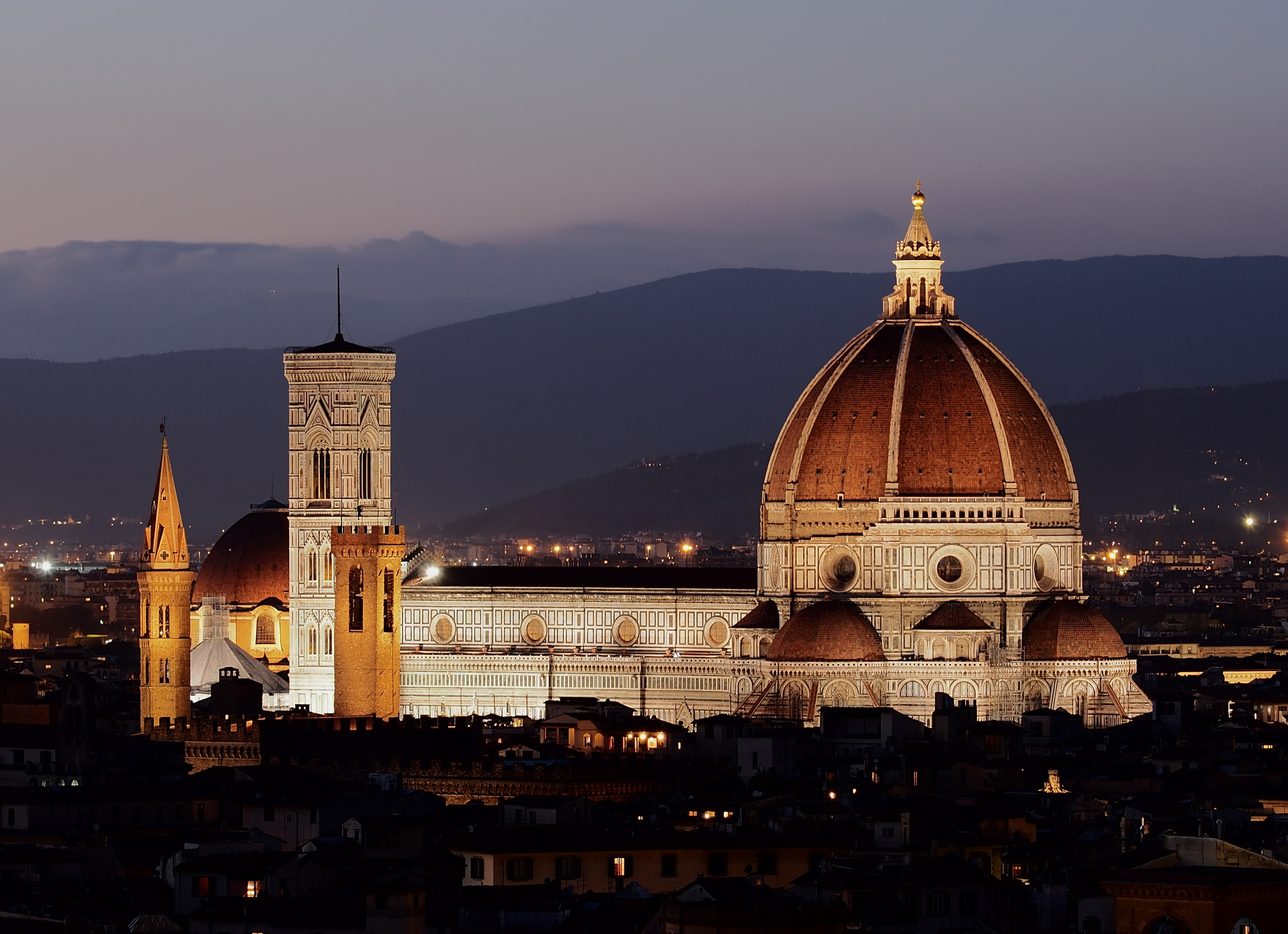
1420: Catedral de Santa Maria del Fiore em Florença

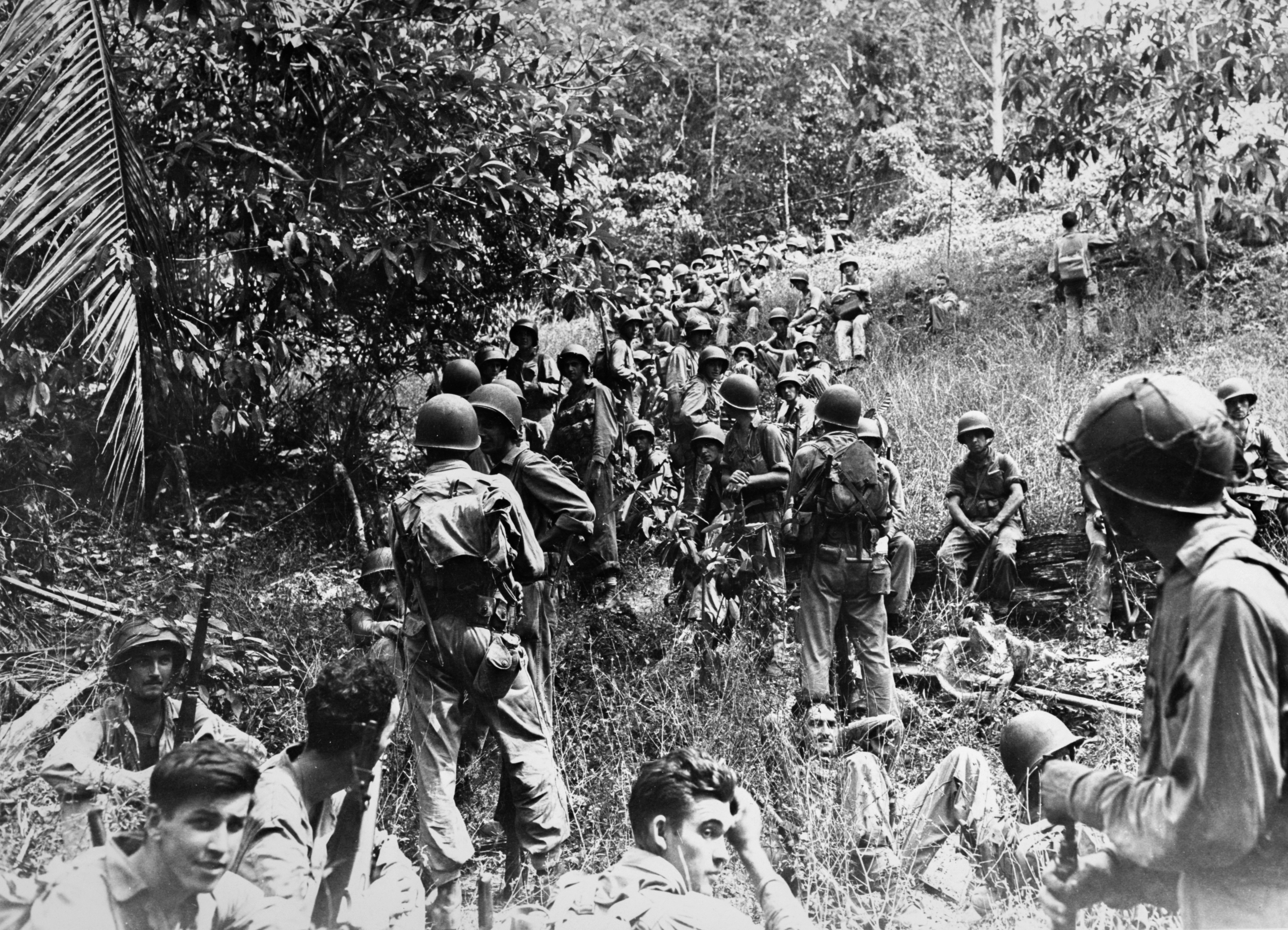
1942: Batalha de Guadalcanal

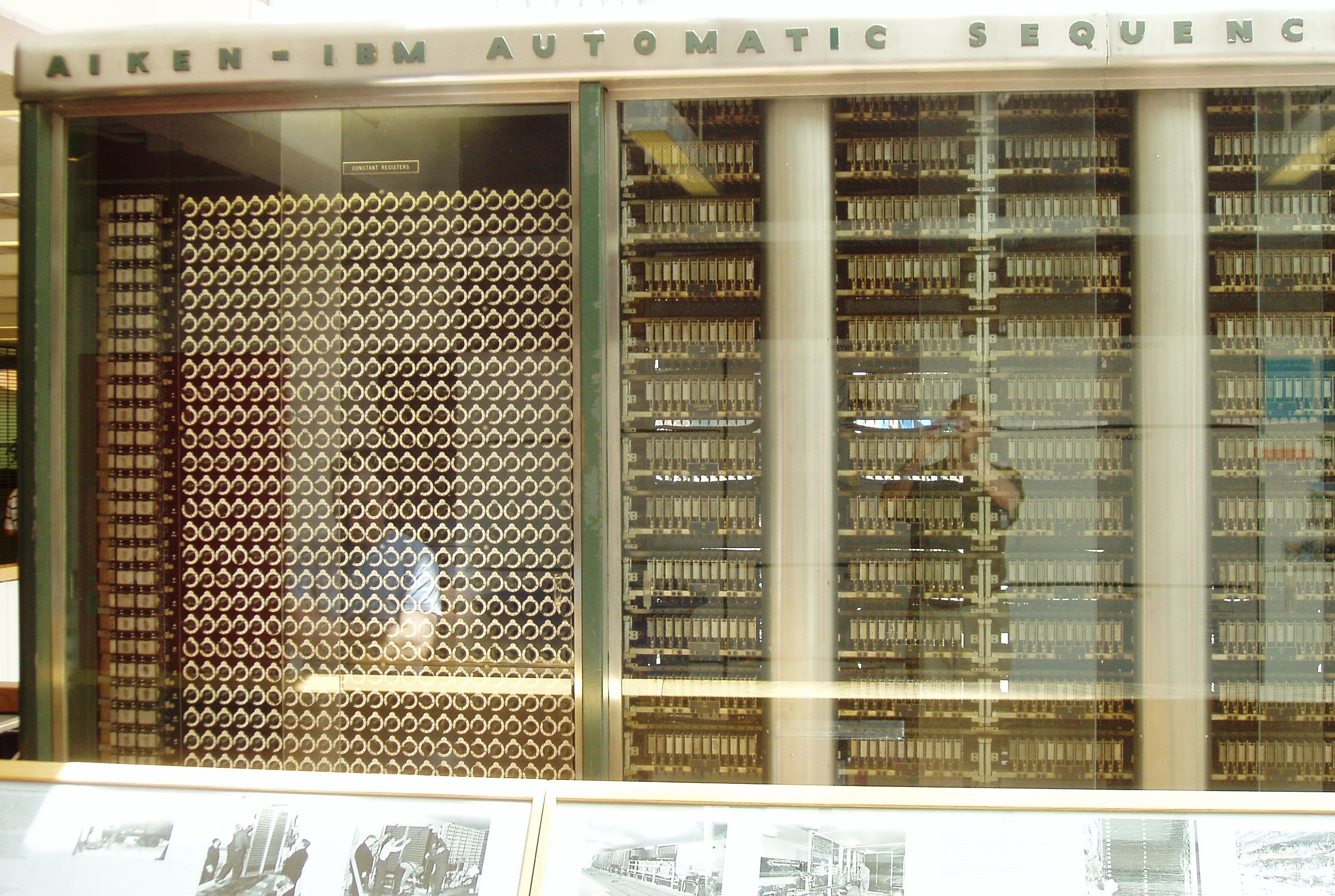
1944: Lado esquerdo do computador Harvard Mark I

- 322 a.C. — Batalha de Cranão entre Atenas e Macedônia.
- 0461 — O imperador romano Majoriano é decapitado perto do rio Iria, no nordeste da Itália, após sua prisão pelo magister militum Ricímero.
- 0626 — Os exércitos ávaros e eslavos deixam o cerco de Constantinopla.
- 0768 — O Papa Estêvão II é eleito para o cargo e rapidamente busca proteção dos francos contra a ameaça lombarda, já que o Império Bizantino não podia mais ajudar.
- 0936 — Coroação do rei Otão I.
- 1420 — Começa a construção da cúpula da Catedral de Santa Maria del Fiore em Florença.
- 1427 — A frota dos Visconti de Milão é destruída pelos venezianos no rio Pó.
- 1479 — Batalha de Guinegate: as tropas francesas do rei Luís XI foram derrotadas pelos burgúndios liderados pelo arquiduque Maximiliano I do Sacro Império Romano-Germânico.[1]
- 1714 — A Batalha de Gangut: A primeira vitória importante da Marinha Russa.[2]
- 1743 — O Tratado de Åbo encerrou a Guerra Russo-Sueca de 1741–1743.[3]
- 1791 — As tropas estadunidenses destroem a vila de Kenapacomaqua da tribo Miami, perto do local da atual Logansport, Indiana, na Guerra Indígena do Noroeste.
- 1794 — O presidente dos Estados Unidos, George Washington, assumiu o comando das milícias estaduais, para suprimir a Rebelião do Whiskey no oeste da Pensilvânia.[4]
- 1819 — Simón Bolívar triunfa sobre a Espanha na Batalha de Boyacá.
- 1933 — O Reino do Iraque mata mais de 3 000 assírios na aldeia de Simele. Esta data é reconhecida como o Dia dos Mártires ou Dia Nacional de Luto pela comunidade assíria em memória do massacre de Simele.[5]
- 1940 — Segunda Guerra Mundial: Alsácia-Lorena é anexada pela Alemanha Nazista.
- 1942 — Segunda Guerra Mundial: começa a Batalha de Guadalcanal quando os fuzileiros navais dos Estados Unidos iniciam a primeira ofensiva estadunidense da guerra com desembarques em Guadalcanal e Tulagi nas Ilhas Salomão.
- 1944 — A IBM apresenta sua primeira calculadora controlada por programa, a calculadora controlada por sequência automática (conhecida como Harvard Mark I).
- 1946 — O governo da União Soviética envia uma nota à Turquia refutando a soberania desta última sobre os Estreitos Turcos, iniciando assim a Crise dos Estreitos Turcos.
- 1947 — A balsa de madeira de Thor Heyerdahl, Kon-Tiki, bate em um recife em Raroia, no Arquipélago de Tuamotu, após uma travessia de 101 mil quilômetros pelo Oceano Pacífico, numa tentativa de provar que os povos pré-históricos poderiam ter viajado da América do Sul.
- 1955
  - Início dos trabalhos de construção do Metropolitano de Lisboa.
  - A Tokyo Telecommunications Engineering, precursora da Sony, vende seus primeiros rádios transistorizados no Japão.
- 1959 — Programa Explorer: o Explorer 6 é lançado do Atlantic Missile Range em Cabo Canaveral, Flórida.
- 1960 — Costa do Marfim torna-se independente da França.
- 1962 — A farmacêutica canadense-estadunidense, Frances Oldham Kelsey, recebeu o Prêmio do Presidente dos Estados Unidos pelo Distinto Serviço Civil Federal por sua recusa em autorizar a talidomida.
- 1964 — Guerra do Vietnã: o Congresso dos Estados Unidos aprova a Resolução do Golfo de Tonkin dando ao presidente Lyndon B. Johnson, amplos poderes de guerra para lidar com os ataques dos norte-vietnamitas às forças estadunidenses.
- 1974 — Philippe Petit realiza um ato de corda bamba entre as torres gêmeas do World Trade Center a 417 metros de altura.[6]
- 1976 — Programa Viking: Viking 2 entra em órbita ao redor de Marte.
- 1987 — Guerra Fria: Lynne Cox torna-se a primeira pessoa a nadar dos Estados Unidos para a União Soviética, cruzando o Estreito de Bering da ilha Diomedes Menor no Alasca para Diomedes Maior em Tchukotka.[7]
- 1990 — Os primeiros soldados norte-americanos chegam à Arábia Saudita como parte da Guerra do Golfo.
- 1997 — Programa de Ônibus Espacial: O Ônibus Espacial Discovery é lançado no STS-85 do Centro Espacial Kennedy em Cabo Canaveral, Flórida.[8]
- 1998 — Bombardeios nas embaixadas dos Estados Unidos em Dar es Salaam, Tanzânia e Nairobi, no Quênia, matam aproximadamente 212 pessoas.
- 1999 — A Brigada Internacional Islâmica baseada na Chechênia invade o vizinho Daguestão.
- 2006 — Sancionada no Brasil a Lei Maria da Penha, considerada pela Organização das Nações Unidas como uma das três melhores legislações do mundo no enfrentamento à violência contra as mulheres.
- 2008 — O início da Guerra Russo-Georgiana sobre o território da Ossétia do Sul.
- 2009 — A lei antifumo que aumenta as restrições entra em vigor em todo o Estado de São Paulo, se tornando uma referência para outras unidades da federação brasileira.
- 2019 — Um atentado suicida perto de uma delegacia de polícia em Cabul, no Afeganistão, mata 14 pessoas e fere outras 145.
- 2020 — O voo Air India Express 1344 ultrapassa a pista do Aeroporto Internacional de Calicut, no distrito de Malappuram, em Kerala, na Índia, e cai, matando 21 das 190 pessoas a bordo.
- 2025 — O governo Trump impôs tarifas de até 50% sobre produtos brasileiros exportados para os EUA, gerando enormes prejuízos para empresas e negócios entre os dois países.

## Nascimentos

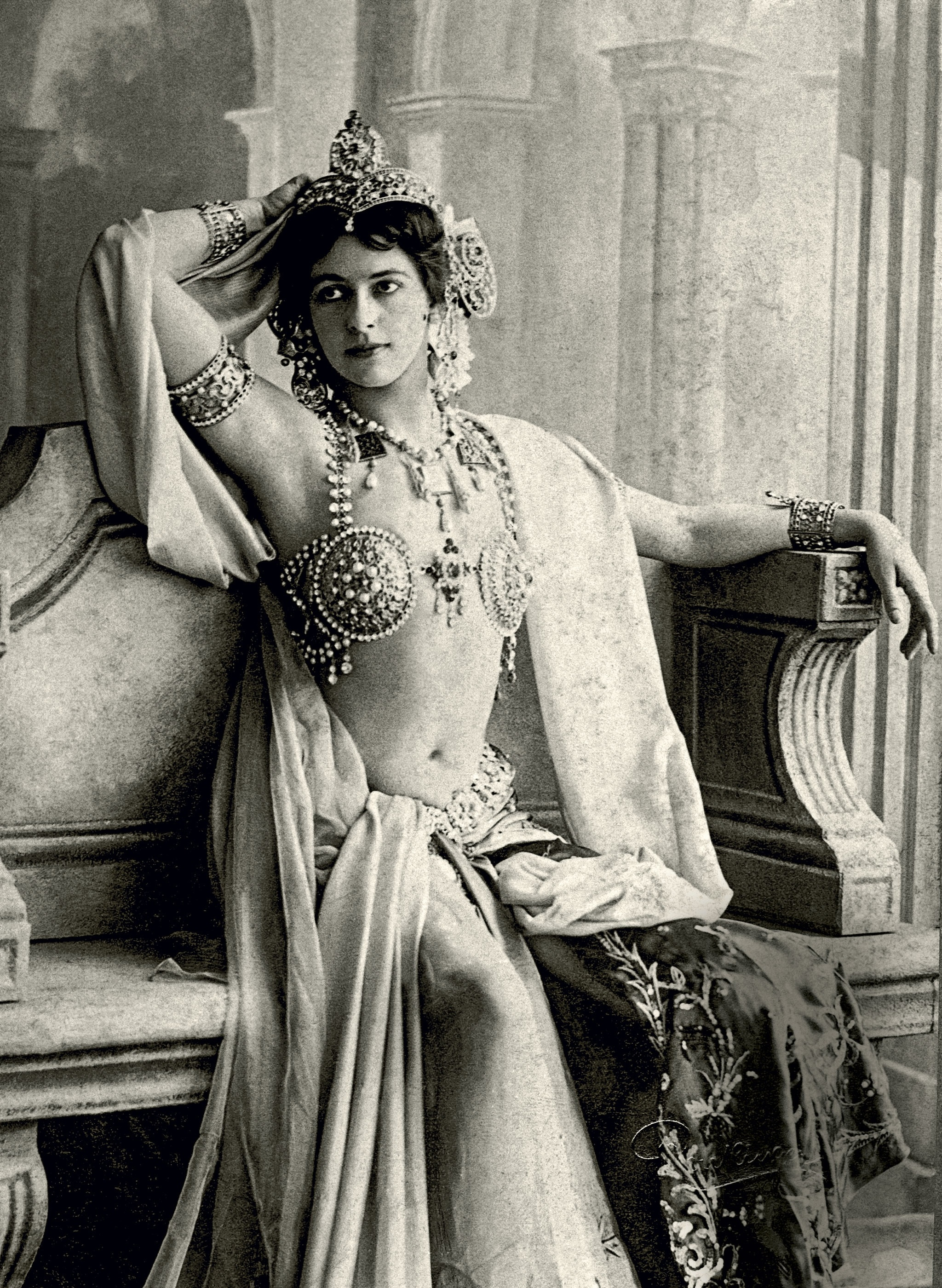
Mata Hari

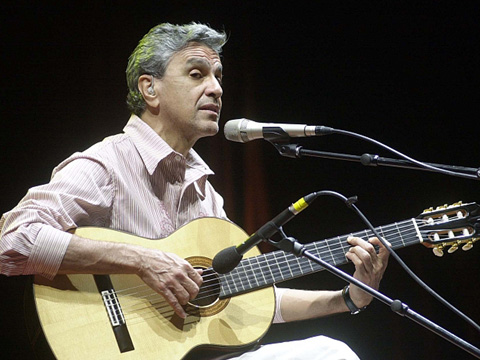
Caetano Veloso

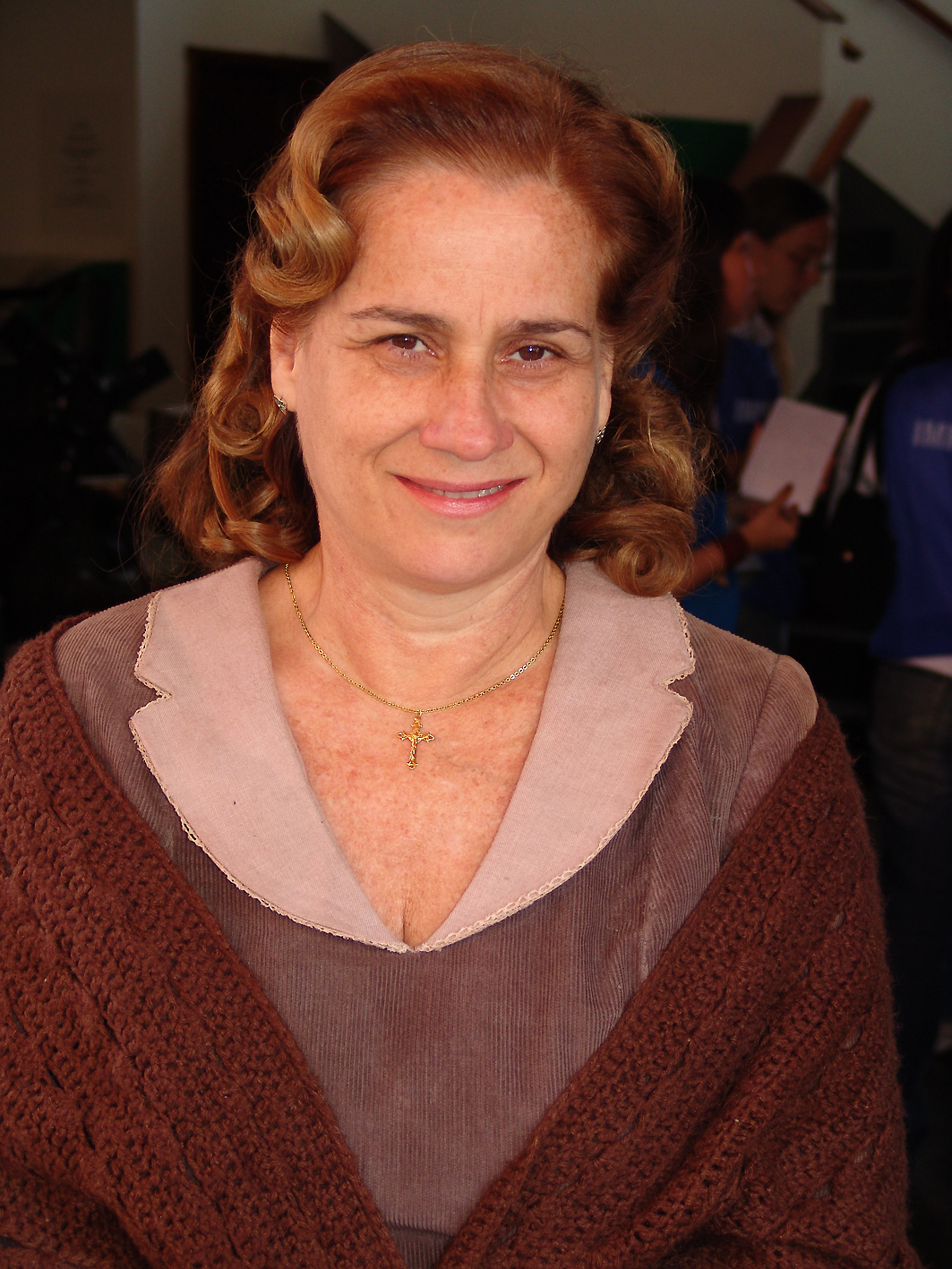
Vera Holtz

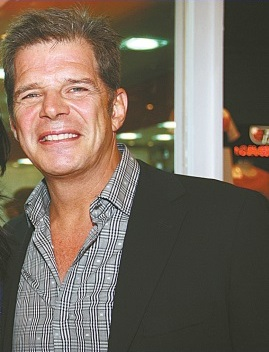
Raul Gazolla

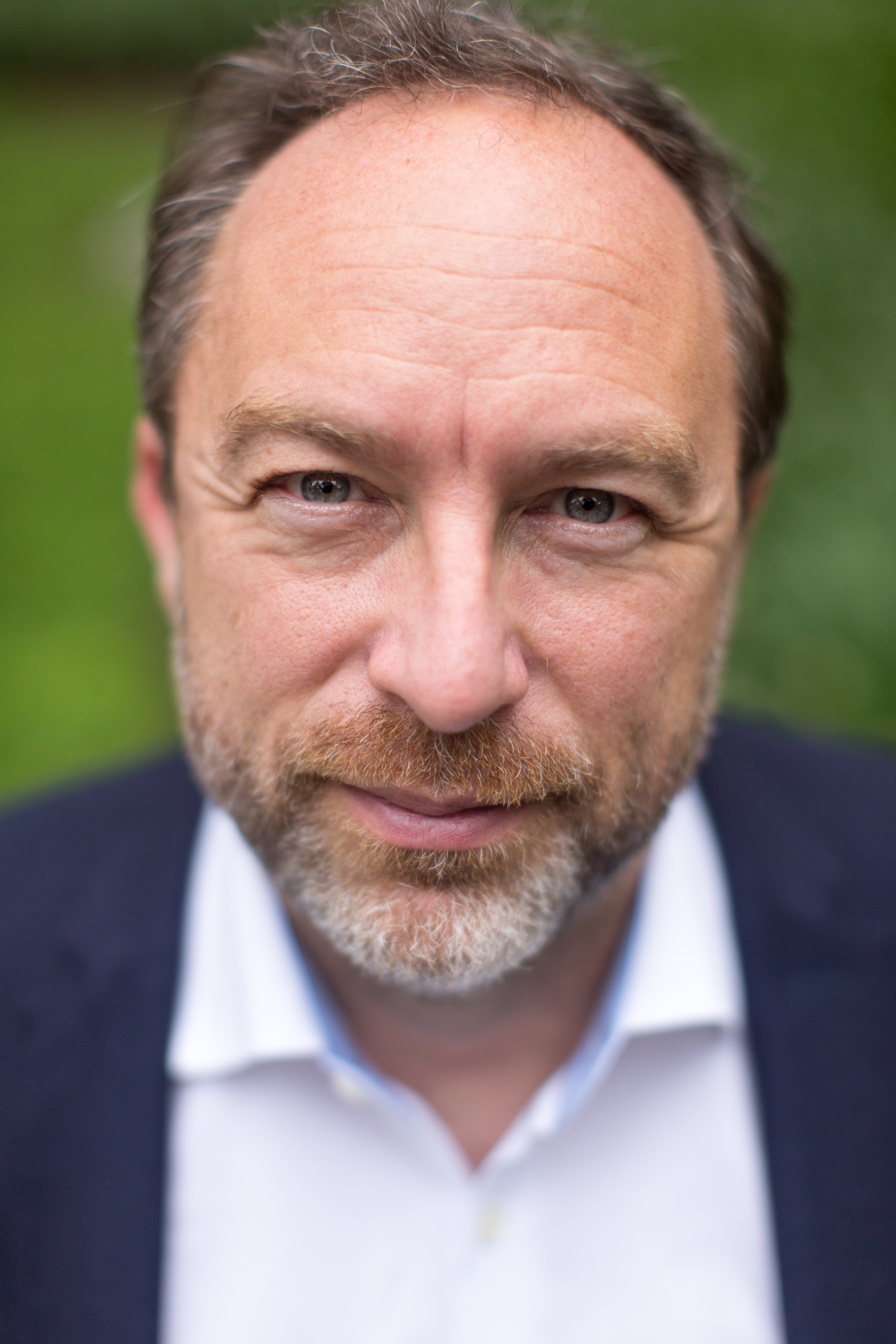
Jimmy Wales

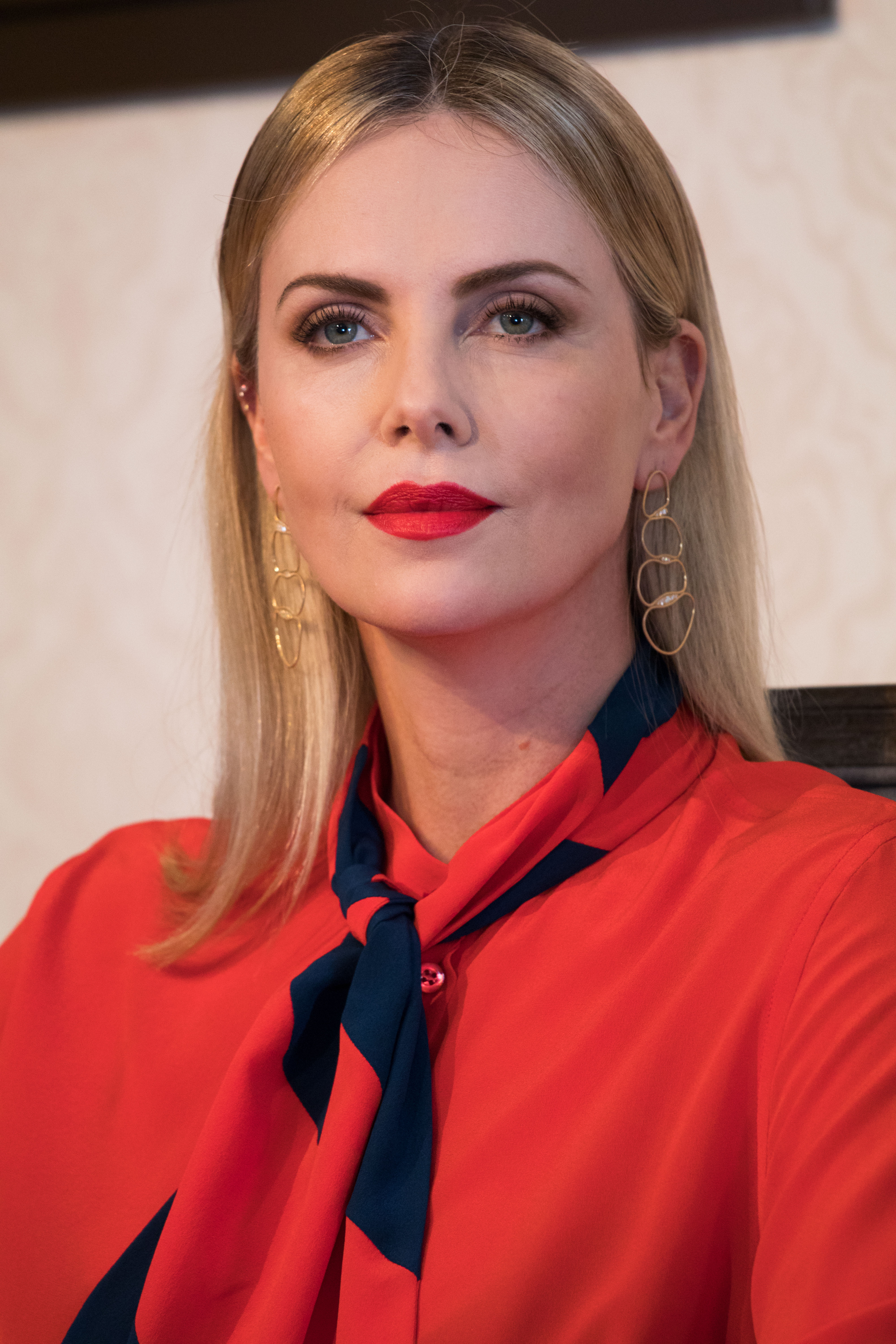
Charlize Theron

### Anterior ao século XIX
- 0317 — Constâncio II, imperador romano (m. 361).
- 1282 — Isabel de Rhuddlan, princesa inglesa (m. 1316).
- 1420 — Margarida de Saboia, Duquesa de Anjou (m. 1479).
- 1488 — Caspar Aquila, teólogo reformador alemão (m. 1560).
- 1533 — Alonso de Ercilla, militar e poeta espanhol (m. 1595).
- 1574 — Robert Dudley, explorador e cartógrafo inglês (m. 1649).
- 1560 — Isabel Bathory, condessa húngara (m. 1614).
- 1649 — Carlos José de Habsburgo, arquiduque da Áustria (m. 1664).
- 1764 — Georgiana Cholmondeley, Marquesa de Cholmondeley (m. 1838).
- 1783 — Amélia do Reino Unido (m. 1810).

### Século XIX
- 1830 — Antônio de Macedo Costa, bispo brasileiro (m. 1891).
- 1876 — Mata Hari, espiã holandesa (m. 1917).
- 1877 — Ulrich Salchow, patinador artístico sueco (m. 1949).
- 1883 — Joachim Ringelnatz, escritor alemão (m. 1934).

### Século XX

#### 1901–1950
- 1911 — Políbio Gomes dos Santos, poeta português (m. 1939).
- 1919 — Francisco Stockinger, escultor, gravurista e chargista austríaco (m. 2009).
- 1928
  - James Randi, mágico canadense (m. 2020).
  - Paulo Pimentel, advogado e político brasileiro.
- 1929 — Don Larsen, jogador de beisebol americano (m. 2020).
- 1932 — Abebe Bikila, maratonista etíope (m. 1973).
- 1935 — Yoná Magalhães, atriz brasileira (m. 2015).
- 1941 — Celso Lafer, advogado, jurista, professor brasileiro.
- 1942
  - B. J. Thomas, cantor estadunidense (m. 2021).
  - Caetano Veloso, cantor e compositor brasileiro.
  - Tobin Bell, ator norte-americano
- 1948 — Jorge Silva Melo, encenador, cineasta, ator e dramaturgo português (m. 2022).

#### 1951–2000
- 1953 — Vera Holtz, atriz brasileira.
- 1954 — Valeriy Gazzayev, treinador russo de futebol.
- 1955
  - Raul Gazolla, ator brasileiro.
  - Wayne Knight, ator e dublador estadunidense.
- 1958 — Bruce Dickinson, cantor, radialista, escritor e piloto britânico.
- 1960 — David Duchovny, ator americano.
- 1961 — Yelena Davydova, ex-ginasta soviética.
- 1962
  - Michael Weikath, compositor e guitarrista alemão.
  - Cláudio Torres, diretor, roteirista e produtor de cinema brasileiro.
- 1963 — Harold Perrineau Jr., ator estaduniense.
- 1964 — Elsa Raposo, apresentadora de TV e socialite portuguesa.
- 1965 — Elizabeth Manley, patinadora artística canadense.
- 1966
  - Jimmy Wales, empresário americano da Internet.
  - Carla Andrino, atriz portuguesa.
- 1967 — Evgeny Platov, patinador artístico russo.
- 1970 — Bento Hinoto, guitarrista brasileiro (m. 1996).
- 1971 — Sydney Penny, atriz estadunidense.
- 1975 — Charlize Theron, atriz sul-africana.
- 1977 — Samantha Ronson, cantora e DJ britânica.
- 1980 — Josiel, futebolista brasileiro.
- 1982 — Marco Melandri, motociclista italiano.
- 1983
  - Christian Chávez, ator e cantor mexicano.
  - Leandro Guilheiro, judoca brasileiro.
  - Danny, futebolista português.
- 1985
  - Daniel Gimeno-Traver, tenista espanhol.
  - Maria Cecília Ferreira, cantora brasileira.
- 1992
  - Antônia Morais, atriz brasileira.
  - Adam Yates, ciclista britânico.
  - Simon Yates, ciclista britânico.
- 1994 — José Martínez, futebolista venezuelano.
- 1996
  - Liam James, ator canadense.
  - Dani Ceballos, futebolista espanhol.
  - Aaron Boupendza, futebolista gabonês (m. 2025).
- 1997 — Evaluna Montaner, atriz venezuelana.
- 1999
  - Mariah Angeliq, cantora e compositora estadunidense.
  - Bryan Mbeumo, futebolista camaronês.

## Mortes

### Anterior ao século XIX
- 1385 — Joana de Kent (n. 1328)
- 1560 — Anastácia Romanovna, czarina da Rússia (n. 1530).
- 1751 — Frederica Mildmay, 3.ª Condessa de Mértola (n. 1687).

### Século XIX
- 1848 — Jöns Jacob Berzelius, químico sueco (n. 1779).
- 1855 — Mariano Arista, político mexicano (n. 1802).

### Século XX
- 1941 — Rabindranath Tagore, escritor, filósofo, músico e pintor indiano (n. 1861).
- 1957 — Oliver Hardy, ator cômico estadunidense (n. 1892).
- 1973 — José Villalonga, treinador de futebol e futebolista espanhol (n. 1919).
- 1974 — Rosario Castellanos, narradora e poetisa mexicana (n. 1925).
- 1978 — Orlando Silva, cantor brasileiro (n. 1915).
- 1985 — Jáder Moreira de Carvalho, escritor brasileiro (n. 1901).

### Século XXI
- 2004 — Maria Esperanza de Bianchini, visionária venezuelana (n. 1928).
- 2005 — Peter Jennings, jornalista canadense (n. 1938).
- 2008 — Andrea Pininfarina, empresário italiano (n. 1957).
- 2010 — Bruno Cremer, ator francês (n. 1929).
- 2013 — Sean Sasser, educador, ativista e chef confeiteiro americano (n. 1968).
- 2018 — Stan Mikita, jogador de hóquei no gelo (n. 1940).
- 2022 — Leandro Lo, lutador brasileiro de jiu-jitsu (n. 1989).
- 2023 — Aracy Balabanian, atriz brasileira (n.1940).

## Feriados e eventos cíclicos
- Dia Nacional do Documentário Brasileiro
- Aniversário do estado do Rio Grande do Norte
- Aniversário da cidade de Passo Fundo, Rio Grande do Sul
- Aniversário da cidade de Conceição do Tocantins, Tocantins
- Aniversário da cidade de Feliz Deserto, Alagoas

### Cristianismo
- Alberto da Sicília
- Caetano de Thiene
- Domécio da Pérsia
- Papa Sisto II

## Outros calendários
- No calendário romano era o 7.º dia (VII) antes dos idos de  agosto.
- No calendário litúrgico tem a letra dominical B para o dia da semana.
- No calendário gregoriano a epacta do dia é xviii.